# Konstantin Gamsajurdia
Konstantín Simónovich Gamsajurdia (en georgiano: კონსტანტინე გამსახურდია; Abasha; 3 de mayo de 1893 - Tiflis; 17 de julio de 1975) fue un escritor georgiano, quien junto a Mijaíl Javajishvili, fue considerado uno de los escritores georgianos más importantes del siglo XX.

## Biografía

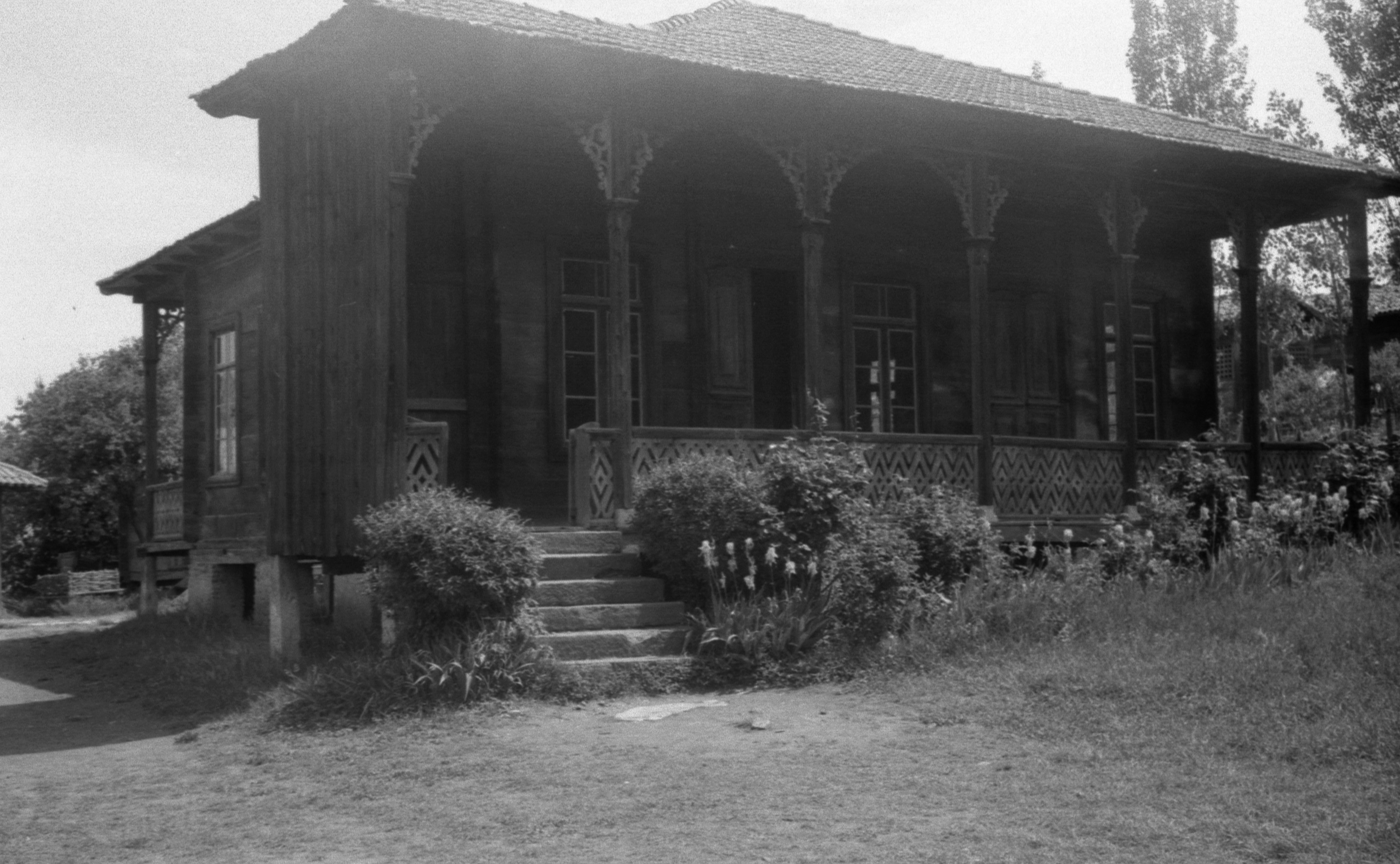
Museo Casa Konstantín Gamsajurdia en Dzveli Abasha.

Konstantín Gamsajurdia nació el 3 de mayo de 1893 en Abasha, en la región de Mingrelia, en ese entonces bajo dominio del Imperio ruso, en el seno de una pequeña familia aristocrática. Fue hijo de Simón Gamsajurdia y tuvo dos hermanos mayores, Víktor y Aleksandr. Recibió educación en el Gymnasium Georgiano de Kutaisi, graduándose en 1911, para después estudiar en San Petersburgo, en donde discutió con Nikolái Marr. Pasó la mayor parte de los años de la Primera Guerra Mundial en Alemania, Francia y Suiza. Entre 1912 a 1918, estudió en Alemania, primero en la Universidad Albertina de Königsberg, después en la Universidad de Leipzig, y finalmente en la Universidad Friedrich-Wilhelm de Berlín. Trabajó como traductor en München y tuvo contacto con el grupo intelectual vinculado a Thomas Mann. Consideràndoselo un sujeto ruso fue brevemente internado en Traunstein, Baviera. Gamsajurdia publicó sus primeros poemas y narraciones breves a principios de la década de 1910, influenciado por los movimientos literarios del expresionismo alemán y el post-simbolismo francés. Durante su estadía en Alemania, escribía a menudo sobre Georgia y el Cáucaso para la prensa alemana y se involucró en organizar un Comité de Liberación Georgiana. Tras la declaración de independencia de Georgia en 1918 y una vez constituida la República Democrática de Georgia, Gamsajurdia fue nombrado agregado en la embajada de Georgia en Berlín, tomando la responsabilidad de repatriar prisioneros de guerra georgianos y de patrocinar a estudiantes georgianos para estudiar en universidades alemanas.
Gamsajurdia vio con hostilidad la invasión por el Ejército Rojo ruso de la República Democrática de Georgia en 1921. Editó revistas literarias en Tiflis y por un corto período de tiempo dirigió un grupo académico de escritores que posicionaban los valores artísticos por encima de la corrección política. Gamsajurdia publicó sus escritos desafiando la creciente presión política y dirigió una protesta pacífica por el aniversario de la sovietización forzada de Georgia en 1922. En 1925, Gamsajurdia publicó su primera novela La sonrisa de Dionisio (დიონისოს ღიმილი), la cual le tomó ocho años escribir. Esta novela trata sobre la historia de un joven intelectual georgiano residente en París quien es apartado de su sociedad natal y permanece siendo un extranjero en la ciudad de sus ideales. La novela, al igual que sus obras previas, fue considerada parcialmente decadente y no gustó a los ideólogos soviéticos, quienes sospecharon de promover el descontento.
Tras la supresión del levantamiento de agosto de 1924 en Georgia, Gamsajurdia fue expulsado de la Universidad Estatal de Tiflis en donde enseñaba literatura alemana. Poco después fue arrestado y confinado en el campo de trabajos de Solovkí en el Mar Blanco en donde pasó algunos años. Tras su liberación, Gamsajurdia fue forzado a guardar silencio. Al borde del suicidio, el escritor luchó contra la depresión traduciendo a Dante Alighieri. A inicios de la década de 1930, obtuvo la protección de Lavrenti Beria y pudo continuar escribiendo. Probó primero con su novela socialista Robando la luna (მთვარის მოტაცება) escrita durante 1935 y 1936, la cual trataba sobre una historia de amor y colectivismo ambientada en Abjasia. Después escribió su novela sicológica Khogais Mindia (ხოგაის მინდია) escrita en 1937, apelando el mito Jevsur de la literatura clásica georgiana. Beria fue muy crítico de estas novelas. Poco después, Gamsajurdia fue arrestado por mantener una relación sentimental con Lidia Gasviani, quien era una joven trotskista, directora de la Casa Editorial del Estado, mas al ser interrogado fue puesto en libertad por Beria quien le dijo irónicamente que se permitían las relaciones sexuales con los enemigos del pueblo.
Gamsajurdia sobrevivió a las purgas estalinistas, las cuales destruyeron gran parte de la sociedad literaria georgiana, pero rehusó delatar a otros. Tuvo que pagar tributo al dogma estalinista creando una novela sobre la infancia de Stalin en 1939. Sin embargo, la novela fue descontinuada y retirada de las bibliotecas públicas debido a que la primera parte de la novela no fue aprobada por las autoridades.
Durante el apogeo del terror estalinista, Gamsajurdia regresó al género histórico y a la prosa patriótica, géneros más favorecidos, embarcándose en la escritura de su obra cumbre, la novela La mano derecha del Gran Maestro (დიდოსტატის მარჯვენა) escrita en 1939. La novela transcurría en Georgia hacia los años de 1110 a 1120 durante la legendaria construcción de la Catedral de Svetitsjoveli. Trata sobre el destino trágico del devoto arquitecto Konstantin Arsakidze, a quien el rey Jorge I comisionó una catedral, pero Arsakidze se convertiría en el rival del rey por el amor de Shorena, la hermosa hija de un noble rebelde. La lucha de las pasiones humanas entre el amor ilícito y la fidelidad culmina en la mutilación y ejecución de Arsakidza por órdenes del rey. La historia transmite un mensaje sutil alegórico al plantear una analogía entre Arsakidze y los artistas acosados durante el estalinismo.
Las obras más importantes escritas por Gamsajurdia después de la Segunda Guerra Mundial son El florecimiento de la viña (ვაზის ყვავილობა), escrita en 1955, trata sobre un pueblo georgia antes de la guerra, y su obra monumental David el Constructor (დავით აღმაშენებელი), escrita entre 1942 y 1962, fue una tetralogía sobre el rey David el Constructor quien gobernó Georgia entre 1189 a 1125. Esta obra le valió el prestigioso Premio Estatal Shotá Rustaveli en 1962. Gamsajurdia también escribió una novela biográfica sobre Johann Wolfgang von Goethe, y libros sobre crítica literaria de varios escritores georgianos y extranjeros. La publicación de sus memorias, Coqueteando con fantasmas (ლანდებთან ლაციცი), escrito en 1963 y su testamento de 1959 fueron abortados en ese momento. Murió en Tiflis el 17 de julio de 1975 y fue enterrado en su mansión la cual él llamaba la "Torre de Cólquida", rehusando ser enterrado en el panteón del monte Mtatsminda dado que detestaba que Jesús y Judas Iscariote estuviera enterrados lado a lado, refiriéndose a la proximidad de las tumbas del escritor nacional Iliá Chavchavadze y su franco crítico y enemigo político, el bolchevique Filipp Majaradze. Konstantín Gamsajurdia fue padre de Zviad Gamsajurdia, quien fuera disidente de la era soviética y primer Presidente de Georgia en 1991.

## Obras

### Novelas
- La sonrisa de Dionisio (დიონისოს ღიმილი, 1925)
- Robando la luna (მთვარის მოტაცება, 1935-36)
- Khogais Mindia (ხოგაის მინდია, 1937)
- La mano derecha del Gran Maestro (დიდოსტატის მარჯვენა, 1939)
- El florecimiento de la viña (ვაზის ყვავილობა, 1955)
- David el Constructor (დავით აღმაშენებელი, 1942-62)

### Memorias
- Coqueteando con fantasmas (ლანდებთან ლაციცი, 1963)

### Traducción
- Las cuitas del joven Werther de Johann Wolfgang von Goethe